# Iowa Corn 300
Iowa Corn 300 , tidigare: Iowa Corn Indy 250 och Iowa Corn Indy 300, är en deltävling i NTT IndyCar Series och körs på ovalbanan Iowa Speedway i Newton, Iowa. Loppet kördes första gången 2007 och kördes då över 250 varv (218,75 miles) Och gjordes så fram till 2013. Från 2014 körs loppet över 300 varv (262,5 miles). Under tävlingshelgen körs även Indy Lights.

## Tidigare vinnare

### Verizon IndyCar Series
| Säsong | Datum   | Förare            | Team                         | Chassi  | Motor     | Distans | Distans          | Tid     | Snitthastighet (mph) | Rapport |
| Säsong | Datum   | Förare            | Team                         | Chassi  | Motor     | Varv    | Miles (km)       | Tid     | Snitthastighet (mph) | Rapport |
| ------ | ------- | ----------------- | ---------------------------- | ------- | --------- | ------- | ---------------- | ------- | -------------------- | ------- |
| 2007   | 24 juni | Dario Franchitti  | Andretti Green Racing        | Dallara | Honda     | 250     | 218,75 (352,044) | 1:48.14 | 123,896              | Rapport |
| 2008   | 22 juni | Dan Wheldon       | Chip Ganassi Racing          | Dallara | Honda     | 250     | 218,75 (352,044) | 1:38.36 | 136,007              | Rapport |
| 2009   | 21 juni | Dario Franchitti  | Chip Ganassi Racing          | Dallara | Honda     | 250     | 218,75 (352,044) | 1:39.48 | 134,371              | Rapport |
| 2010   | 20 juni | Tony Kanaan       | Andretti Autosport           | Dallara | Honda     | 250     | 218,75 (352,044) | 1:42.13 | 131,205              | Rapport |
| 2011   | 25 juni | Marco Andretti    | Andretti Autosport           | Dallara | Honda     | 250     | 218,75 (352,044) | 1:53.00 | 118,671              | Rapport |
| 2012   | 23 juni | Ryan Hunter-Reay  | Andretti Autosport           | Dallara | Chevrolet | 250     | 218,75 (352,044) | 1:43.39 | 129,371              | Rapport |
| 2013   | 23 juni | James Hinchcliffe | Andretti Autosport           | Dallara | Chevrolet | 250     | 218,75 (352,044) | 1:30.16 | 148,559              | Rapport |
| 2014   | 12 juli | Ryan Hunter-Reay  | Andretti Autosport           | Dallara | Honda     | 300     | 262,50 (422,452) | 2:01.59 | 131,923              | Rapport |
| 2015   | 18 juli | Ryan Hunter-Reay  | Andretti Autosport           | Dallara | Honda     | 300     | 262,50 (422,452) | 2:03.50 | 129,943              | Rapport |
| 2016   | 10 juli | Josef Newgarden   | Ed Carpenter Racing          | Dallara | Chevrolet | 300     | 262,50 (422,452) | 1:52.16 | 143,330              | Rapport |
| 2017   | 9 juli  | Hélio Castroneves | Team Penske                  | Dallara | Chevrolet | 300     | 262,50 (422,452) | 1:55.11 | 139,702              | Rapport |
| 2018   | 8 juli  | James Hinchcliffe | Schmidt Peterson Motorsports | Dallara | Honda     | 300     | 262,50 (422,452) | 1:47.32 | 149,636              | Rapport |
| 2019   | 20 juli |                   |                              |         |           |         |                  |         |                      | Rapport |